# 小行星8277
小行星8277（英語：8277 Machu-Picchu）是一颗围绕太阳公转的小行星。1991年4月8日，艾瑞克·怀特·埃尔斯特在拉西拉天文台发现了此天体。
这颗小行星的绝对星等为233.229822848859等。